# Toma Nikiforov

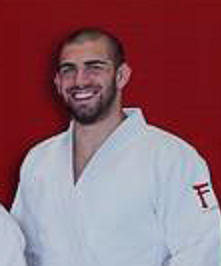
Toma Nikiforov (2015)

Toma Nikiforov (* 25. Januar 1993 in Etterbeek) ist ein ehemaliger belgischer Judoka. Er war Europameister 2018 und 2021. Er trägt den 1. Dan.

## Sportliche Karriere
Nikiforov, der bulgarischer Abstammung ist, gewann 2007 seinen ersten nationalen Titel im Jugendbereich. 2009 war er Zweiter der U17-Europameisterschaften und der U17-Weltmeisterschaften in der Gewichtsklasse bis 90 Kilogramm. Seit 2010 startet er im Halbschwergewicht, der Gewichtsklasse bis 100 Kilogramm. In dieser Gewichtsklasse gewann er Silber bei den Olympischen Jugendspielen 2010. 2011 belegte er den dritten Platz bei den U20-Europameisterschaften und wurde Siebter bei den U20-Weltmeisterschaften. 2012 folgte Silber bei den U20-Europameisterschaften. Bei den Europameisterschaften 2013 belegte er den siebten Platz. Im gleichen Jahr gewann er Bronzemedaillen bei den Junioren-Europameisterschaften und den Junioren-Weltmeisterschaften. 2014 erreichte er den fünften Platz bei den Europameisterschaften.
2015 wurden die Europameisterschaften im Rahmen der Europaspiele in Baku ausgetragen. Nikiforov unterlag im Viertelfinale dem Tschechen Lukáš Krpálek. Mit Siegen über den Deutschen Karl-Richard Frey und den Portugiesen Jorge Fonseca erkämpfte er sich eine Bronzemedaille. Bei den Weltmeisterschaften in Astana verlor er wieder im Viertelfinale gegen Krpálek. Mit Siegen über den Mongolen Naidangiin Tüwschinbajar und gegen den Franzosen Cyrille Maret erkämpfte Nikiforov auch hier eine Bronzemedaille. Fünf Wochen nach den Weltmeisterschaften gewann Nikiforov bei den Militärweltspielen. 2016 unterlag Nikiforov im Finale der Europameisterschaften in Kasan dem Niederländer Henk Grol. Bei den Olympischen Spielen in Rio de Janeiro schied er im Achtelfinale gegen den Georgier Beka Ghwiniaschwili aus.
Nachdem Nikiforov bei den Weltmeisterschaften 2017 in Budapest den siebten Platz belegt hatte, nahm er im November 2017 an den Weltmeisterschaften in der offenen Klasse in Marrakesch teil. Nach Siegen über den Russen Alexander Michailin im Viertelfinale und den Japaner Kokoro Kageura im Halbfinale unterlag er im Finale dem Franzosen Teddy Riner. Bei den Europameisterschaften 2018 in Tel Aviv traf er im Finale auf Cyrille Maret und gewann seinen ersten großen Titel.
Anfang 2021 gewann Nikiforov das Grand-Slam-Turnier in Taschkent. Bei den Europameisterschaften in Lissabon bezwang er im Halbfinale Cyrille Maret und im Finale den Georgier Ilia Sulamanidse. Drei Monate später schied Nikiforow bei den Olympischen Spielen in Tokio im Achtelfinale gegen den Portugiesen Jorge Fonseca aus. 2022 gewann Nikiforov den Grand Slam von Paris. Bei den Weltmeisterschaften in Taschkent unterlag der Belgier im Kampf um Bronze dem Aserbaidschaner Zelym Kotsoiev. 2024 schied Nikiforov sowohl bei den Weltmeisterschaften in Abu Dhabi als auch bei den Olympischen Spielen 2024 in Paris in seinem Auftaktkampf aus. Im Juni 2025 beendete er seine Laufbahn.